# Sultan Khan (Musiker)

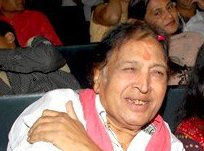
Sultan Khan (2009)

Ustādh Sultan Khan (* 15. April 1940 nahe Jaipur;; † 27. November 2011 in Mumbai, Maharashtra) war ein indischer Sarangispieler und Sänger.

## Leben
Khan war der Schüler seines Vaters Gulab Khan, eines Sarangimeisters. Er trat erstmals auf der All-India Conference im Alter von elf Jahren auf. 1974 war er wie auch Ravi Shankar an George Harrisons Dark Horse World Tour beteiligt. Er hat zahlreiche Preise gewonnen, so zweimal den Sangeet Natak Academy Award, aber auch den Gold Medalist Award of Maharashtra und den American Academy of Artists Award 1998. Er trat häufig als Begleiter von Zakir Hussain auf, mit dem er auch mehrere Alben eingespielt hat. Außerdem war er Mitglied der Fusiongruppe Tabla Beat Science, in der er mit Zakir Hussain und Bill Laswell spielte, und arbeitete zudem mit Nana Simopoulos, Jonas Hellborg und Fazal Qureshi zusammen. Sultan Khan war an der Produktion der Musik zu mehreren indischen Filmen beteiligt.
Khan war der Lehrer von Sukshinder Shinda und Ram Gopal Varma.

## Auszeichnungen
- 2010: Padma Bhushan